# Spojka s magnetskim prahom
Spojka s magnetskim prahom je vrsta spojke kod koje je sredstvo koje prenosi zakretni moment obično suspenzija praha od željeza u ulju ili smjesa tog praha s grafitom. Magnetiziranjem tog sredstva, koje se izvodi elektromagnetski, nastupa stvaranje (aglomeriranje) čestica praha u lančane tvorevine (formacije) i time povećanje unutrašnjeg trenja. Kad to dostigne veličinu, dovoljnu da pri određenom zakretnom momentu spoji obje polovice spojke, nastupa njihova sinkrona vrtnja (rotacija). Jakost unutrašnjeg trenja u mediju pri uključenju razmjerna je jačini električne struje, što znači da se prenosivi moment dade lako upravljati (regulirati). 

## Elektromagnetske spojke sa željeznim prahom
Dovođenjem željeznog praha u magnetsko polje prah se magnetski povezuje u čvrstu masu. To svojstvo koristi se za spajanje na taj način, da se željezni prah dovede među magnetske polove pogonskog i gonjenog dijela spojke. Magnetske spojke sa željeznim prahom mogu se upotrebljavati i za sporopokretne spojke.